# George Nussbaumer
George Nussbaumer (nacido en 1963 en Dornbirn) es un cantante, compositor y pianista de soul y gospel austriaco. Él es ciego y es conocido en su país como "la voz negra de Austria".

## Eurovisión 1996
En 1996, Nussbaumer participó en el Festival de Eurovisión que se celebró en la ciudad de Oslo, Noruega, con la canción "Weil's dr guat got" ("Porque te sientes bien"). La canción, alcanzó el 10° puesto con 68 puntos, empatado con Malta.

## Discografía
- Voices Live (1992)
- You Know what I Mean (1993)
- Crazy but I Do (1996)
- The Love Within (1999)
- Homegrown – Nussbaumer Weber Kreil (2003)
- The Alwyn Sessions – Nussbaumer Weber Kreil (2004)
- Offroader (2009)